# 瓦利里奇 (密蘇里州)
瓦利里奇（英語：Valley Ridge）是位於美國密蘇里州鄧克林縣的非建制地區。

## 歷史
瓦利里奇的郵局於1878年設立，其後於1908年停運。

## 地理
瓦利里奇所處的海拔為高於海平面104米（即341英呎），而該地所採用的時區為UTC-6，即北美中部時區（CST）。同時該地設有夏令時間，為UTC-6調快一小時，即UTC-5（CDT）。